# Enkortsdator

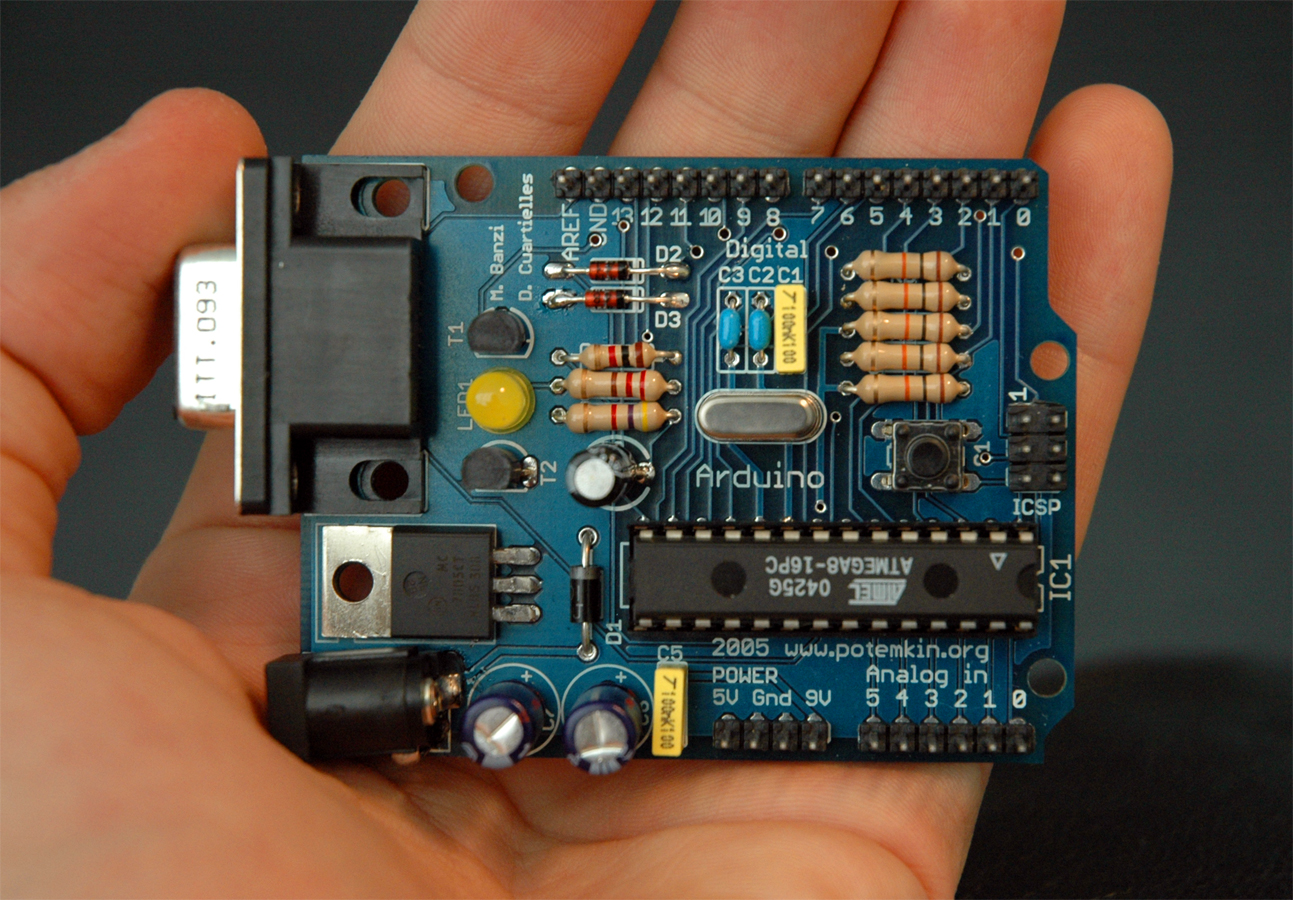
Arduino RS-232 seriell kommunikation

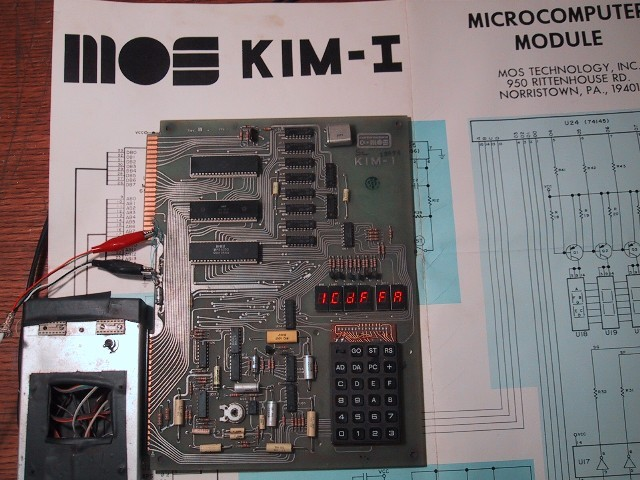
Enkortsdatorn KIM-1 baserad på MOS 6502

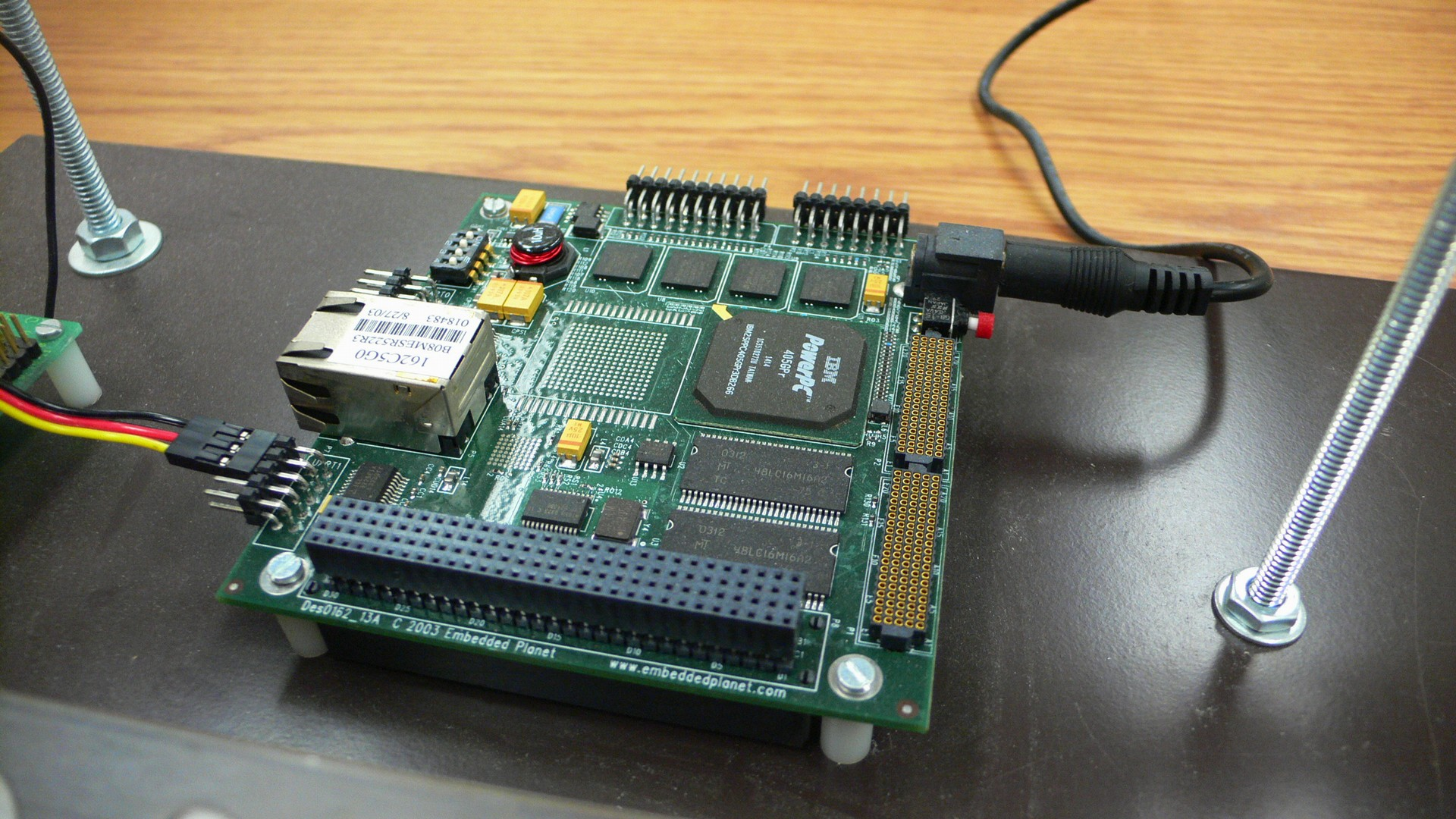
En PCI-104 enkortsdator

En enkortsdator (en. single-board computer - SBC) är en hel dator byggd på ett enda kretskort, med en processor, minne, in/ut funktioner (I/O) och andra funktioner som krävs för att skapa en funktionell dator.
Till skillnad från en vanlig persondator, kan en enkortsdator vara utan kortplatser (som till exempel PCI) där instickskort kan anslutas. En enkortsdator kan använda i stort sett vilken tillgänglig processor som helst, eller byggas från diskret logik eller programmerbar logik (FPGA). Enkla konstruktioner som byggts av datorhobbyister använder ofta statiska RAM för dess enkelhet och processorer med låg kostnad såsom de som använder 8- eller 16-bitar även om 32-bits varianter numera nästan är i samma prisklass.

## Exempel
- Apple I – 6502
- Arduino – Atmel ATmega
- KIM-1 – 6502
- Raspberry Pi – ARM
- Minimig – FPGA + MC68SEC000
- Microtan 65 – 6502